# Пак, Марвин
Марвин Олавале Акинлаби Пак (исп. Marvin Olawale Akinlabi Park; род. 3 июля 2000 или 7 марта 2000, Пальма) — испанский футболист, вингер клуба «Лас-Пальмас».

## Клубная карьера
Марвин начал свой футбольный путь в 6-летнем возрасте, записавшись в детскую команду «Сьютат де Пальма» из его родного города. В 2009 году он вместе с родителями переехал в Англию и стал заниматься в академии клуба «Транмир Роверс». 3 года спустя Марвин вернулся в «Сьютат де Пальма» и провёл там 1 сезон. Он выступал за скромные детские и юношеские команды до 2016 года, после чего присоединился к мадридскому «Реалу». За клубный дубль, «Кастилью», он провёл свой первый матч 25 августа 2019 года: это была встреча Сегунды B с «Лас Росас», в которой вингер заменил Мигеля Баесу на 68-й минуте. 26 октября в поединке против феррольского «Расинга» Марвин забил свой первый гол в карьере. Всего в своём дебютном сезоне на взрослом уровне он принял участие в 26 матчах третьей испанской лиги и отметился в них 3 забитыми мячами.
В сезоне 2020/21 Марвина стали привлекать к тренировкам и матчам первой команды «Реала», из-за чего он стал реже попадать в заявку на игры «Кастильи». Его дебют за «сливочных» состоялся 20 сентября 2020 года в матче испанской Примеры против клуба «Реал Сосьедад»: игрок вышел на поле вместо Родриго Гоиса на 70-й минуте.

## Карьера в сборной
Поскольку Марвин родился в Испании в семье нигерийца и кореянки, он имеет право играть одну из сборных Испании, Южной Кореи и Нигерии. На юношеском уровне он выбрал Испанию, приняв участие в 1 матче за сборную до 19 лет в 2019 году.